# سونات فلوت در سی بمل ماژور
سونات فلوت در سی بمل ماژور، یک سونات دونوازی برای فلوت و پیانو در فرم سونات فلوت منسوب به لودویگ فان بتهوون است که پس از درگذشتِ او در میان یادداشت‌های پیدا شده‌است. این سونات، که جزو «آثار الحاقی و مشکوک بتهوون» به شمارهٔ ۴ ثبت شده‌است، تا سال ۱۹۰۶ انتشار نیافته بود.

## موومان‌ها
این اثر چهار موومان دارد:
1. آلگرو
2. پولاکا[۲] (پولونِز/ لهستانی)
3. لارگو
4. تم با واریاسیون‌ها:[۳] آلگرتو

اجرای کاملِ این اثر حدود ۲۲ دقیقه به‌طول می‌انجامد.

## پیوندها به بیرون
- Flute Sonata in B-flat Major, Anh.4: نُت‌نوشت‌ها در پروژه بین‌المللی کتابخانه نت‌های موسیقی (IMSLP)

- «سونات فلوت در سی بِمُل ماژور، ضمیمهٔ شماره ۴، اجرای زدِنِک برودِرهاوس (فلوت) و اشتفان آمِر (پیانو)». یوتیوب. ۲ مهٔ ۲۰۱۱. دریافت‌شده در ۳ مارس ۲۰۱۹.
- «سونات فلوت در سی بِمُل ماژور، ضمیمهٔ شماره ۴، اجرای شینیا کویده (فلوت) و اِریکو هاباتا (پیانو)». یوتیوب. ۵ آوریل ۲۰۱۶. دریافت‌شده در ۳ مارس ۲۰۱۹.